# Bavo
Bavo (aussi nommé « Bavo-le-Brun », Bavo Brunus, « Bavonis bruni » ou « Bavo Brunonius » en bas-latin ou latin médiéval par le chroniqueur médiéval Jacques de Guyse) est le nom d'un personnage aujourd’hui généralement considéré comme légendaire, prince de Phrygie et de la famille de Priam (Πρίαμος, en grec ancien / Príamos, roi mythique de Troie au moment de la guerre de Troie).
Bavo, selon quelques chroniqueurs des premiers siècles de notre ère, eux-mêmes repris par divers chroniqueurs médiévaux (voir plus bas), aurait fondé une ville nommée Belgis (que ces mêmes chroniqueurs disent, selon les cas, être Bavay, la Rome belge, ou qui pour certains pourrait être l'ancienne ville de Tongres). Le roi Bavo aurait, selon De Guyse (qui se réfère à des auteurs plus anciens), fondé « Belgis » (« Belges » ou « Bavay ») en l'an 324 d'Abraham (soit en 1192 avant notre ère), ou, selon la chronologie d'Eusèbe généralement adoptée par Jacques de Guyse, « en l'an 8 d'Abdon (Labdon, juge des juifs », précise Fortia d'Urban « c'est-à-dire en 1176 avant notre ère »), mais « la "chronologie des marbres de Paros" place la prise de Troie sous l'an 1209 ».
Selon ces chroniqueurs, « Belgis » aurait été autrefois capitale des Belges ou de la Gaule belgique, avant les conquêtes romaines.

## Sources; Part des mythes et légendes et de réel…
La plupart des textes romains et médiévaux anciens ayant été perdus, cet épisode était déjà supposé mythique ou légendaire par des historiens ou historiographes tels que Joannes Natalis Paquot (bibliographe et historien de la Belgique), mais néanmoins considéré comme en partie crédible ou potentiellement possible par certains chroniqueurs ou historiens des siècles passés, tel le marquis De Fortia. Ces événements fondateurs, aujourd'hui considérés comme mythiques, nous sont donc principalement connus par les textes de Jacques de Guyse, moine cordelier (franciscain) né à Mons, théologien formé à l'Université de Paris qui devint chroniqueur et historien du Hainaut dans la seconde partie de sa vie dans la première moitié du XIVe siècle.
Les textes de jacques de Guyse semblent, selon lui-même et selon ses analystes, être en grande partie des compilations de fragments de textes d'auteurs antérieurs (aujourd'hui perdus) qu'il cite, dont Hugues de Toul, de Nicolas Rucléri ou encore de l'histoire en plusieurs volumes de Lucius de Tongres (ou « Lucii de Tongre »).
Deux éléments de ses chroniques ont, durant des siècles, fait débat quant à leur authenticité historique.
Ce sont notamment l'histoire des combats entre Ursus et Ursa, personnages généralement considérés comme légendaires, mais qui furent selon De Guyse et les auteurs qu'il invoque roi et reine des Belges bien avant le début de notre ère.
L'autre élément de son histoire qui a fait débat remonte à une époque encore bien plus ancienne ; c'est un fragment cité par De Guyse du sixième chapitre des Chroniques de Lucius (capitule VI historiarum suarum', où il parle de la fondation de Belgis (capitale des Belges) par « Bavo, prince de Phrygie et cousin de Priam » ; épisode ensuite souvent considéré par de nombreux auteurs comme une fable, qui aurait par exemple pu être copiée par Lucius au XIIIe siècle (dans un roman latin du XIIe siècle). Des historiens de l'époque des Lumières se demandaient encore s'il n'y avait pas un fond de vérité dans les propos de Lucius, ou s'il fallait classer cet épisode comme purement légendaire, avec d'autres fables que des historiens fabuleux tels que Rethmoldus auraient inventés.
On sait peu de choses de Lucius de Tongres dont les écrits originaux ont disparu, mais on suppose qu'il a vécu au XIIe siècle ou début du XIIIe, car les auteurs du XIIIe le citent ou y font référence.

De plus, les chroniques de Tongres sont écrites en prose française ; prose qui ne semble pas avoir été utilisée par les chroniqueurs médiévaux avant le XIIe.

Enfin, Lucius évoque le blason en véritable roi d'armes comme d'une science dont les principes étaient à son époque déjà arrêtés.

## Autre référence à des origines troyennes
Peut-être en raison de l'aura de la civilisation grecque, via l'Odyssée d'Homère notamment, au Moyen Âge, sur des bases assez similaires, et remontant également à l'Antiquité romaine ou pré-romaine, les rois francs ou leurs cours et clercs ont aussi revendiqué des origines troyennes aux Francs. Le poète romain Lucain a ainsi écrit :
« Les peuples arvernes qui osaient se prétendre frères du Latin et nés du sang troyen »
Pour Jean-Louis Brunaux (archéologue, chercheur au CNRS), la légende de l'origine troyenne des Francs, même si elle est "le fruit d'une construction des clercs, ne s'est installée durablement dans l'esprit des habitants de la Gaule pour y survivre jusqu'à la Renaissance que parce qu'elle y a trouvé un substrat favorable
" On trouve d'ailleurs aussi en Gaule un récit légendaire voulant qu'Héraclès soit passé en Gaule où il aurait épousé la fille du roi de la Celtique et aurait civilisé cette contrée ; il serait d'après cette légende le fondateur d'Alésia et c'est son fils le roi Galatès qui aurait donné son nom aux peuples sur lesquels il régnait.
Il existe donc au moins trois villes, Alesia, Paris, et Bavay (ou Tongres), qui, à l'époque gauloise ou plus tardivement, auraient revendiqué une origine troyenne à un moment de leur Histoire.

## Mort de Bavo
Elle est rapportée, comme suit par Jacques de Guyse, qui cite lui-même des chroniqueurs plus anciens, dans le chap. XXXI (intitulé Mort de Bavo-le-Brun) de ses chroniques du Hainaut.

« Bavo-Le-Brun se ligua avec les rois des Rhuthènes et des Morins, et passa avec eux la mer pour attaquer l'Ile de Brutus, afin d'arrêter les courses d'Ebrancus, roi de cette île, qui, avec ses soldats, ravageait les terres des Ruthènes ; mais ces princes ne purent débarquer, et Bavo, après avoir essuyé toutes sortes de malheurs, fut contraint de rentrer sans gloire dans ses états, ayant négligé de consulter les réponses des dieux. Plus tard, le prince-archidruide rassembla à Belgis tous les citoyens du royaume, au tems de la fête de Bel, pour rendre avec plus de dévotion les actions de grâces aux dieux, au sujet de l'achèvement de la ville et de l'accroissement du royaume, et sacrifia au dieu Bel et aux autres idoles de la cité ses deux fils aînés, avec une quantité innombrable de loups, de lions, d'ours et de sangliers. On répandit d'abord le sang de ces victimes sur l'autel, puis on coupa leurs corps en morceaux, et on les brûla en grande cérémonie sur d'énormes bûchers. Dans la même année, à la fête de Bacchus, le grand-prêtre Bavo-le-Brun, en présence de toute la ville, du peuple et de tout le royaume, se jeta, par esprit de religion, au milieu du feu des sacrifices, avec deux archiflamines, trois ducs, cinq comtes, sept veneurs et beaucoup d'autres, qui, tous poussés par le même motif, et s'offrant eux-mêmes dévotement, firent le sacrifice de leurs vies et furent brûlés et réduits en cendres. Cet événement frappa d'une si grande terreur tous les citoyens du royaume, qu'ils portèrent de concert une loi qui défendit, sous peine de mort, de transgresser les lois de Bavo-le-Brun et celles des dieux, C'est depuis ce tems que l'usage se fortifia d'initier les fils des princes et des ducs aux mistères sacrés, et d'apaiser lès dieux par leur sang. Dans le même temps, Ebrancus, roi des Bretons, étant entré dans les Gaules, dévasta la ville des Morins; mais j'omets tout détail sur celle expédition, pour cause de briéveté, et parce qu'il n'aurait aucun l'apport à notre sujet ».

## Succession
Deux chapitres plus loin que celui où il décrit la mort de Bavo (aussi dit Bavo-le-Brun), Jacques de Guyse rapporte que c'est l'archidruide Brunehulde, le fils de Bavo-le-Brun, qui lui succeda, qui commandera la cité de Belges et réussira à mettre en fuite Ebrancus, le roi des Bretons, ce que son père n'avait su ou pu faire.
Plus loin, rapportant ce qu'en dit Lucius de Tongres, il évoque deux autres personnages importants dans ce contexte : Bavo-le-Lion et Bavo-le-Loup ; nous apprenant qu'après le règne de Bavo-le-Loup (et de ses enfants), c'est Bavo-le-Brun, fils de Bavo-le-Lion, qui lui succéda (dans le tems que Silvius-Alba régnait en Italie précise de Guise, sans doute aussi d'après Lucisu). Il semble y avoir ici une confusion : soit le nom de bavo-le-Brun désigne bien Bavo l'ancien (ce que la datation proposée semble ici confirmer), soit ce Bavo-Le-brun est un descendant plus lointain de Bavo l'ancien, à moins qu'il y ait eu plusieurs Bavo-le-Brun.
Selon les chroniqueurs médiévaux, cette lignée s'étendra jusqu'aux derniers comtes de Hainaut.